# 坦佩高地

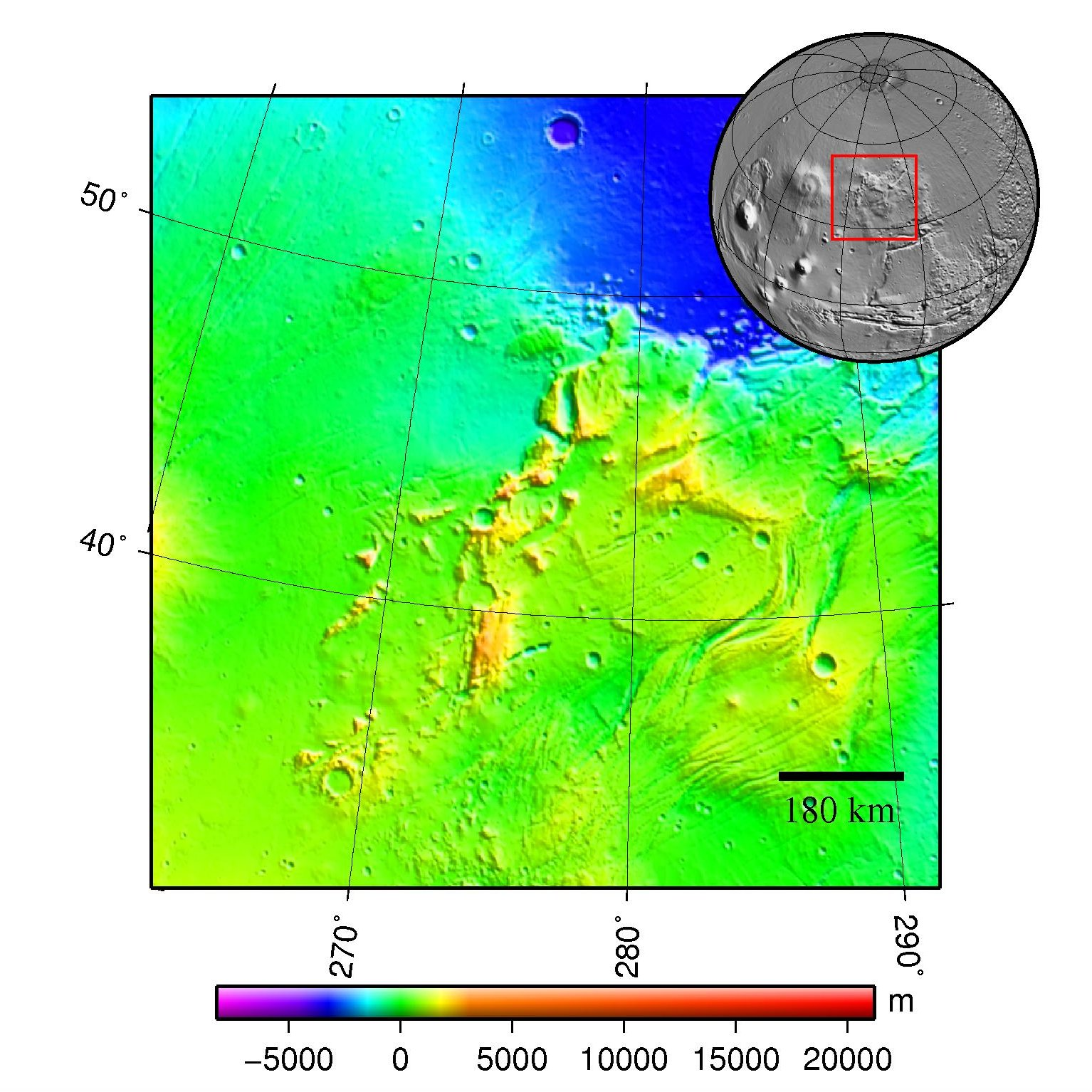
坦佩高地的地形圖

滕比高地（Tempe Terra）是位在火星北半球的一個高地，屬於範圍更大的塔爾西斯區的一部份。中心位於39°42′N 289°00′E / 39.7°N 289°E，且延伸最寬達 2700 公里。

## 地理特徵
滕比高地是一個地質狀況相當複雜的區域，是火星南半球有大量撞擊坑的古老隕擊高原和北半球較年輕的低地之間的轉形區域。這個地質省的名字由來是地球上奧林帕斯山南方的坦佩谷，該峽谷在古希臘時期以風景優美聞名。
ESA的火星快車號在此地發現了地塹。經由研究該地區裂谷的張裂過程，一般認為這個區域是火星上受應力影響最強烈的區域，且該區域附近有許多平緩的盾狀火山。

## 外部連結
- Mars Express（页面存档备份，存于）
- HiRISE image of a hill in Tempe Terra（页面存档备份，存于）